# Windows NT 4.0
Windows NT 4.0 là một hệ điều hành trong họ hệ điều hành Windows NT của Microsoft. Nó được phát hành để sản xuất vào ngày 31 tháng 7 năm 1996, và là hệ điều hành hướng đến các doanh nghiệp chính của Microsoft cho đến khi công ty giới thiệu Windows 2000. Các phiên bản cho workstation, server và nhúng đều đã được phát hành; các phiên bản này đều có giao diện đồ họa người dùng giống như của Windows 95.

## Các phiên bản
| Tên            | Ngày ra mắt         | Số phiên bản ra mắt | Các phiên bản |
| Windows NT 4.0 | 29 tháng 7 năm 1996 | NT 4.0              | - Windows NT 4.0 Workstation - Windows NT 4.0 Server - Windows NT 4.0 Server Enterprise - Windows NT 4.0 Terminal Server Edition - Windows NT 4.0 Embedded |
| -------------- | ------------------- | ------------------- | --- |

## Tổng quan
Là sản phẩm kế thừa của Windows NT 3.51, Windows NT 4.0 giới thiệu giao diện người dùng của Windows 95 cho thế hệ Windows NT, bao gồm cả Windows shell, File Explorer (được gọi là Windows NT Explorer tại thời điểm đó), và sử dụng danh mục "My" cho thư mục hệ thống (ví dụ: My Computer). Nó cũng bao gồm hầu hết các thành phần được giới thiệu với Windows 95. Trong nội bộ công ty, Windows NT 4.0 được biết đến với cái tên Shell Update Release (SUR). Trong khi nhiều công cụ quản trị, đáng chú ý là User Manager for Domains, Server Manager và Domain Name Service Manager vẫn sử dụng giao diện người dùng đồ họa cũ, menu Start trong Windows NT 4.0 đã tách các shortcut và thư mục cho mỗi người dùng khỏi các shortcut và thư mục chia sẻ bằng một gạch ngang. Windows NT 4.0 bao gồm một số cải tiến từ Microsoft Plus! cho Windows 95 chẳng hạn như bảng pinball Space Cadet, làm mịn phông chữ, hiển thị nội dung cửa sổ trong khi kéo, biểu tượng màu cao và kéo giãn hình nền cho vừa với màn hình. Windows Desktop Update cũng có thể được cài đặt trên Windows NT 4.0 để cập nhật phiên bản shell và cài đặt Task Scheduler. Windows NT 4.0 Resource Kit bao gồm tiện ích Desktop Themes.
Windows NT 4.0 là một hệ điều hành 32bit đa nhiệm ưu tiên được thiết kế để hoạt động với các máy tính đa xử lý hoặc bộ xử lý đa đối xứng.
Windows NT 4.0 là bản phát hành chính cuối cùng của Microsoft Windows để hỗ trợ các kiến trúc CPU Alpha, MIPS hoặc PowerPC. Nó vẫn được sử dụng bởi các doanh nghiệp trong một số năm, mặc dù nhiều nỗ lực của Microsoft để có được khách hàng để nâng cấp lên Windows 2000 và các phiên bản mới hơn. Hệ điều hành này cũng là bản phát hành cuối cùng trong gia đình Windows NT được gắn nhãn là Windows NT mặc dù Windows 2000 vẫn mang theo dòng chữ "Được xây dựng trên công nghệ NT"

## Tính năng
Mặc dù tăng cường chính đã được bổ sung cho vỏ Windows 95, có một số cải tiến hiệu suất lớn, khả năng mở rộng và tính năng cho kiến trúc cốt lõi, hạt nhân, USER32, COM và MSRPC. Windows NT 4.0 cũng giới thiệu khái niệm chính sách hệ thống (system policies) và Trình soạn thảo chính sách hệ thống (System Policy Editor).
Các tính năng quan trọng khác là:
- Crypto API
- Telephony API 2.0 với hỗ trợ Unimodem hạn chế,[13] là bản phát hành đầu tiên của TAPI trên Windows NT
- DCOM và các tính năng OLE mới[14]
- Microsoft Transaction Server cho các ứng dụng mạng
- Microsoft Message Queuing (MSMQ), cải thiện giao tiếp giữa các tiến trình
- Winsock 2 và cải tiến ngăn xếp TCP/IP
- Hỗ trợ chống phân mảnh hệ thống tập tin[15]

Các phiên bản máy chủ của Windows NT 4.0 bao gồm Internet Information Services 2.0, Microsoft FrontPage 1.1, NetShow Services, Remote Access Service (bao gồm máy chủ PPTP cho chức năng VPN)  và dịch vụ Định tuyến Đa Giao thức (Multi-Protocol Routing). Có các trình thủ thuật hành chính mới và một phiên bản nhẹ của tiện ích Network Monitor được cung cấp cùng với System Management Server. Phiên bản Enterprise đã giới thiệu Microsoft Cluster Server.
Một khác biệt đáng kể so với các phiên bản trước của Windows NT là giao diện thiết bị đồ họa - Graphics Device Interface (GDI) được chuyển sang chế độ hạt nhân thay vì ở chế độ người dùng trong quá trình CSRSS. Điều này đã loại bỏ một quá trình chuyển đổi ngữ cảnh quá trình trong quá trình gọi các hàm GDI, dẫn đến cải thiện hiệu suất đáng kể so với Windows NT 3.51, đặc biệt là trong giao diện người dùng đồ họa. Điều này, tuy nhiên, cũng bắt buộc rằng đồ họa và trình điều khiển máy in cũng phải chạy trong chế độ hạt nhân, dẫn đến các vấn đề ổn định tiềm năng.
Windows NT 4.0 là bản phát hành đầu tiên của Microsoft Windows bao gồm DirectX như một tiêu chuẩn - phiên bản 2 được phát hành cùng với bản phát hành ban đầu của Windows NT 4.0 và phiên bản 3 được đưa vào bản phát hành Service Pack 3 vào giữa năm 1997. Các phiên bản sau của DirectX không được phát hành cho Windows NT 4.0. Tuy nhiên, OpenGL đã được hỗ trợ, nó được sử dụng bởi Quake 3 và Unreal Tournament.
Trong các bản phát hành đầu tiên của 4.0, nhiều vấn đề về độ ổn định đã xảy ra khi các nhà cung cấp đồ họa và máy in phải thay đổi trình điều khiển của họ để tương thích với giao diện chế độ hạt nhân được GDI xuất ra. Sự thay đổi để di chuyển GDI chạy trong cùng một bối cảnh quy trình khi những người dùng NT Workstation phàn nàn về hiệu suất đồ họa thời gian thực, nhưng thay đổi này đã gây ra sức ép đáng kể vào các nhà sản xuất phần cứng để buộc họ phải cập nhật trình điều khiển thiết bị.
Windows NT 4.0 cũng bao gồm một tiện ích Windows Task Manager mới. Các phiên bản trước của Windows NT bao gồm tiện ích Task List (Danh sách nhiệm vụ), nhưng nó chỉ hiển thị các ứng dụng hiện có trên màn hình nền desktop. Để giám sát việc sử dụng CPU và bộ nhớ, người dùng buộc phải sử dụng Performance Monitor. Trình quản lý tác vụ cung cấp một cách thuận tiện hơn để có được một ảnh chụp nhanh tất cả các tiến trình đang chạy trên hệ thống tại bất kỳ thời điểm nào.
Internet Explorer 2 được đóng gói cùng với Windows NT 4, phiên bản cập nhật đi kèm với mỗi service pack. Service Pack 6, gói dịch vụ cuối cùng cho Windows NT 4, bao gồm Internet Explorer 5.01.
Windows NT 4.0 nâng cấp giả lập x86 của NTVDM trong các phiên bản RISC từ 286 lên 486. Sysprep được giới thiệu như một công cụ triển khai với Windows NT 4.0.